# 離散数学
離散数学（りさんすうがく、英: discrete mathematics）とは、原則として離散的な（言い換えると連続でない、とびとびの）対象を扱う数学のことである。有限数学または離散数理と呼ばれることもある。
グラフ理論、組み合わせ理論、最適化問題、計算幾何学、プログラミング、アルゴリズム論が絡む応用分野で、その領域を包括的・抽象的に表現する際に用いられることが多い。また、もちろん離散数学には整数論が含まれるが、初等整数論を超えると解析学などとも関係し（解析的整数論）、離散数学の範疇を超える。

## 離散数学の内容
離散数学の中核を成す分野として次の2つが挙げられる。
- 組合せ論
- グラフ理論

組合せ論とは「ひたすら数える」数学である。より一般的にいって、それは有限の数（とはいっても、星の数よりもはるかに大きな数のときもあるが）について考えるということである。その考え方の基本は
- 解決法は存在するか?
- どれくらいの数の解決法があるか?
- 最適の解決法があるか?

ということである。
グラフ理論は（大まかに言うと）点と線の数学である。頂点（点）とそれらの接続（辺）を調べるという単純な考え方が基本となるが、現在、とても勢いのある分野へとなった。グラフ理論の中の多くの問題は、組合せ論に関係がある。例えば、グラフで２頂点の間の路に関する問題がある。この問題は、
- 路は存在するか?
- どれくらいの数の路があるか?
- 最適の路を見つけられるか?

ということになる。他にもグラフの彩色に関する問題など組合せ論との関りは深い。
他に、学校教育の領域で教えられているものには行列、集合、順列・組合せ、論理と証明、帰納法と漸化式、数列などがある。それら以外で、金融経済や産業経済の領域で科学技術として利用されているものにはゲーム理論、マルコフ連鎖、社会選択理論、投票理論、ビンパッキング問題、記号論などがある。

## 離散数学で使われる解決方法
離散数学でよく使われる共通の問題解決法がある。それはアルゴリズムによる解決法である。問題の構造をアルゴリズムに置換え、分析することで問題を解決する。アルゴリズムの理論は帰納的な考えを含む。つまり、アルゴリズムの理論自体も離散数学の一角を成しているといえる。アルゴリズムの理論の対照を成すのが実証論である。実証論は整数論やトポロジーなどの伝統的な数学の顕著な特徴を持っている。数学的には実証論的な証明の方が綺麗だといわれる。

## 入門用の教科書
- 小倉久和：「離散数学への入門」、近代科学社 (2005年).
- 守屋悦朗：「離散数学入門」、サイエンス社 (2006年).
- 石村園子：「やさしく学べる離散数学」、共立出版 (2007年).
- 松原良太(他)：「離散数学」、オーム社 (2010年).
- 守屋悦朗：「例解と演習 離散数学」、サイエンス社 (2011年).
- 横森貴、小林聡：「応用　情報数学」、サイエンス社 (2011年).
- 小倉久和：「はじめての離散数学」、近代科学社（2011年).
- 宮崎佳典、新谷誠、中谷広正：「理工学系のための離散数学」、東京図書 (2013年).
- 西野哲朗、若月光夫：「情報工学のための離散数学入門」、数理工学社(2015年).
- 陳慰、和田幸一：「離散数学（第2版）」、森北出版（2017年).
- 木本一史：「レクチャー離散数学―グラフの世界への招待」、サイエンス社(2019年).
- 伊藤大雄：「イラストで学ぶ 離散数学」、講談社（2019年).
- 牧野和久：「 離散数学」、丸善出版（東京大学工学教程 基礎系 数学）、ISBN 978-4-621-30454-9（2019年12月25日).
- 猪股俊光、南野謙一：「情報系のための離散数学」、共立出版（2020年).
- 幸谷智紀、國持良行：「情報数学の基礎(第2版)」、森北出版（2020年).
- Seymour Lipschutz、Marc Lipson、渡邉均(訳)：「離散数学（改訂2版）」、オーム社 (2022年).
- 徳山豪：「工学基礎　離散数学とその応用 [第2版] 」、数理工学社 (2022年).
- 黒澤馨：「工学のための離散数学［第2版］」、数理工学社、ISBN 978-4-86481-109-5 (2024年5月25日).